# Інженер-лейтенант (військове звання)
Інженер-лейтенант   (лат. ingenium — «здібність», «винахідливість»; і фр. lieu tenant — заступник, від lieu — місце і tenant — «посідає») — військове звання молодшого офіцерського, інженерно-технічного складу ВМФ (для корабельного складу) в 1940-1971 роках, та у Радянській армії (та в інших службах ВМФ)  в 1960–1971.
Інженер-лейтенант був вище за рангом ніж молодший інженер-лейтенант і нижче за старшого інженер-лейтенанта.

## Історія
7 травня 1940 року введені військові звання для інженерно-технічного складу ВМФ (корабельний склад). Звання співвідносилися з військовими званнями корабельного командуючого складу ВМФ. Звання інженер-лейтенант, відповідало званню «лейтенант» у командного складу ВМФ, та званню «воєнтехнік 2 рангу» інженерно-технічного складу інших служб ВМС (а також відповідному званню у РСЧА).
У 1942 році у РСЧА та у ВМФ вводяться нові військові звання для інженерно-технічного складу, більш наближені до загальновійськових. Еквівалентом звання інженер-лейтенант у РСЧА стає військове звання «технік-лейтенант».
23 серпня 1960 року в Радянській армії вводяться зміни звань інженерно-технічного складу, відповідно освіті. Серед іншого Уставом Внутрішньої служби 1960 року, для офіцерів з вищою технічною освітою встановлювалися нові звання (молодший інженер-лейтенант,інженер-лейтенант, старший інженер-лейтенант), а також підтверджувалися раніше існуючі (інженер-капітан, інженер-майор та інші). Для офіцерів які мали середню технічну освіту залишалися попередні звання (молодший технік-лейтенант, технік-лейтенант, старший технік-лейтенант, капітан технічної служби та інші).
18 листопада 1971 року, звання інженер-лейтенанта було скасовано, і замінено на загальновійськовий еквівалент «лейтенант». Військовики, що мали вищу технічну освіту, мали приставку до звання «-інженер» (наприклад «лейтенант-інженер»), ті що мали середню технічну освіту, мали приставку до звання «технічної служби» (наприклад «лейтенант технічної служби»).